# Carriel Sur International Airport
Carriel Sur International Airport är en flygplats i Chile.   Den ligger i provinsen Provincia de Concepción och regionen Región del Biobío, i den södra delen av landet, 400 km sydväst om huvudstaden Santiago de Chile. Carriel Sur International Airport ligger 7 meter över havet.
Terrängen runt Carriel Sur International Airport är platt åt nordväst, men åt sydost är den kuperad. Havet är nära Carriel Sur International Airport norrut. Runt Carriel Sur International Airport är det tätbefolkat, med 982 invånare per kvadratkilometer.. Närmaste större samhälle är Concepción, 6,1 km söder om Carriel Sur International Airport. 
Runt Carriel Sur International Airport är det i huvudsak tätbebyggt.